# Báo cáo Đánh giá Toàn cầu về Đa dạng sinh học và Dịch vụ Hệ sinh thái
Báo cáo Đánh giá Toàn cầu về Đa dạng sinh học và Dịch vụ Hệ sinh thái là một báo cáo được phát hành vào ngày 6 tháng 5 năm 2019 bởi Nền tảng chính sách khoa học liên chính phủ của Liên Hợp Quốc về đa dạng sinh học và dịch vụ hệ sinh thái, về tình trạng đa dạng sinh học toàn cầu. Báo cáo cho thấy, do tác động của con người đến môi trường trong nửa thế kỷ qua, đa dạng sinh học của Trái đất đã phải chịu một sự suy giảm thảm khốc chưa từng có trong lịch sử loài người. Ước tính 82 phần trăm sinh khối động vật có vú hoang dã đã bị mất, trong khi 40 phần trăm động vật lưỡng cư, gần một phần ba các rạn tạo bởi san hô, hơn một phần ba động vật có vú biển và 10 phần trăm tất cả các loài côn trùng đang bị đe dọa tuyệt chủng.

## Bối cảnh
Năm 2010, một nghị quyết của phiên họp thứ 65 của Đại hội đồng Liên Hợp Quốc đã thúc giục Chương trình Môi trường của Liên hợp quốc triệu tập một cuộc họp toàn thể để thành lập một Nền tảng liên chính phủ về đa dạng sinh học và dịch vụ hệ sinh thái (IPBES). Vào năm 2013, một khung khái niệm ban đầu đã được thông qua cho toàn thể IPBES tương lai.
Từ ngày 29 tháng 4 đến ngày 4 tháng 5 năm 2019, đại diện của 132 thành viên IPBES đã gặp nhau tại Paris, Pháp, để nhận báo cáo đầy đủ của IPBES và thông qua một bản tóm tắt về nó cho các nhà hoạch định chính sách. Vào ngày 6 tháng 5 năm 2019, bản tóm tắt 40 trang đã được phát hành.

## Mục tiêu và phạm vi
Báo cáo đánh giá toàn cầu là một đánh giá toàn cầu về những thay đổi trong đa dạng sinh học của Trái đất đã xảy ra trong năm mươi năm qua. Nó vẽ ra một bức tranh rộng lớn về sự phát triển kinh tế và những ảnh hưởng của nó đối với thiên nhiên trong thời kỳ đó. Báo cáo là một nỗ lực hợp tác của 145 tác giả từ 50 quốc gia, được tạo ra trong khoảng thời gian ba năm và được hỗ trợ bởi một số đóng góp của 310 tác giả. Báo cáo đánh giá toàn cầu bao gồm 1.700 trang  đánh giá hơn 15.000 ấn phẩm khoa học và báo cáo từ người bản địa. Các tác giả của Báo cáo chủ yếu là các nhà khoa học tự nhiên, một phần ba là các nhà khoa học xã hội và khoảng mười phần trăm là những người làm việc liên ngành.
Báo cáo IPBES tương tự như báo cáo của Hội đồng liên chính phủ về biến đổi khí hậu (IPCC), bao gồm Báo cáo đánh giá lần thứ năm của IPCC nhằm mục đích hình thành cơ sở khoa học cho các quyết định chính trị và xã hội về chính sách đa dạng sinh học. Đây là báo cáo đầu tiên của Liên Hợp Quốc về tình trạng đa dạng sinh học toàn cầu kể từ Đánh giá hệ sinh thái thiên niên kỷ được công bố năm 2005. 

## Tổng quan
Báo cáo đã kiểm tra tốc độ suy giảm đa dạng sinh học và thấy rằng tác động bất lợi của các hoạt động của con người đối với các loài trên thế giới là "chưa từng có trong lịch sử loài người": một triệu loài, bao gồm 40% động vật lưỡng cư, gần một phần ba xây dựng rạn san hô san hô, hơn một phần ba động vật có vú biển và 10 phần trăm của tất cả các loài côn trùng đang bị đe dọa tuyệt chủng.
Kể từ thế kỷ 16, ít nhất 680 loài động vật có xương sống đã tuyệt chủng. Vào năm 2016, trong số các động vật có vú, hơn chín phần trăm các giống vật nuôi đã tuyệt chủng và 1.000 giống khác bị đe dọa tuyệt chủng. Các tác giả đã đặt ra biểu hiện "loài chết đi bộ" cho hơn 500.000 loài chưa tuyệt chủng nhưng do thay đổi hoặc giảm môi trường sống của chúng không có cơ hội sống sót lâu dài.
Theo báo cáo, mối đe dọa đối với sự đa dạng loài là do con người gây ra. Nguyên nhân chính là do nhu cầu đất đai của con người, làm mất đi các loài sinh vật khác. Trong 50 năm qua, dân số thế giới đã tăng gấp đôi  và đa dạng sinh học đã phải chịu sự suy giảm thảm khốc. Đáng chú ý nhất là rừng nhiệt đới đã bị chặt phá để chăn thả gia súc ở Nam Mỹ và cho các đồn điền cọ dầu ở Đông Nam Á. Khoảng 32 triệu ha (79 triệu mẫu Anh) của rừng mưa nhiệt đới đã bị phá hủy từ năm 2010 đến 2015, so với 100 triệu ha (250 triệu mẫu Anh) bị mất trong hai thập kỷ sau của thế kỷ 20. Đã có 85% vùng đất ngập nước trên thế giới bị mất.
Tổng sinh khối của động vật có vú hoang dã đã giảm 82%, trong khi con người và động vật trang trại của chúng hiện chiếm 96% tổng sinh khối động vật có vú trên Trái Đất. Ngoài ra, kể từ năm 1992, nhu cầu đất đai cho các khu định cư của con người đã tăng hơn gấp đôi trên toàn thế giới; và nhân loại đã khiến 23% đất đai của Trái đất bị suy thoái về mặt sinh thái và không còn sử dụng được nữa. Nông nghiệp quy mô lớn được coi là một trong những đóng góp chính cho sự suy giảm này.
Trong các đại dương, đánh bắt quá mức là nguyên nhân chính gây mất loài. Khoảng 300 - 400 triệu tấn kim loại nặng, dung môi, bùn độc và chất thải khác mỗi năm đi vào chu trình nước từ các cơ sở công nghiệp. Kể từ thế kỷ 19, các rạn san hô của thế giới đã giảm một nửa.
Hậu quả kinh tế xã hội bao gồm đe dọa mất sản xuất lương thực, do mất côn trùng thụ phấn, trị giá từ 235 đến 577 tỷ USD mỗi năm; và dự đoán mất sinh kế lên tới 300 triệu người, do mất các khu vực ven biển như rừng ngập mặn.

## Kết luận
Báo cáo kết luận rằng "xã hội cần chuyển từ một trọng tâm duy nhất để theo đuổi tăng trưởng kinh tế." Báo cáo kêu gọi các nước bắt đầu tập trung vào "phục hồi môi trường sống, trồng lương thực trên ít đất, ngừng khai thác bất hợp pháp và đánh cá, bảo vệ các vùng biển và ngăn chặn dòng chảy của kim loại nặng và nước thải vào môi trường." Báo cáo cũng kiến nghị rằng các quốc gia giảm trợ cấp cho các ngành có hại cho tự nhiên, và tăng trợ cấp và tài trợ cho các chương trình có lợi cho môi trường.